# Perlita de Huelva
Perlita de Huelva   (Huelva, 27 de febrer de 1939), nom artístic d'Antonia Hernández Peralta, és una cantant de flamenc i de copla espanyola.
Va néixer a Huelva el 27 de febrer de 1939, filla dels peixaters del mercat del Carmen Rafael Hernández i Josefa Peralta. Va començar la carrera artística a la dècada del 1950, de la mà del seu germà, també cantaor. Considerada una precursora del flamenc, va gravar el seu primer disc Tradición de Huelva a Madrid el 1961 mercès d'un premi de 20.000 pessetes de la Loteria Nacional. Va assolir ràpidament reconeixement i va relacionar-se amb altres cantants destacats del moment com Lola Flores, Juanito Valderrama, Manolo Escobar o Marifé de Triana. Al llarg de la seva carrera va treure un total de 37 discs, a més de nombrosos senzills. El tema que va donar-li més fama i amb el que va guanyar un disc d'or, per la venda de més d'un milió de còpies, va ser Amigo conductor, cançó de Felipe Campuzano. El 2016 va tornar a primera escena i va treure un nou treball anomenat Aquí estoy de nuevo.
El 2019 va ser homenatjada al teatre Juan Prado de la localitat madrilenya de Valdemoro, amb la participació de 28 artistes en l'acte. El maig de 2022 va rebre el Premi Paco Toronjo, en la seva primera edició i en el marc del Festival de Flamenc de Huelva, en reconeixement de la seva trajectòria artística en el món del flamenc i per haver portat el nom de la seva ciutat natal arreu.